# 厄克特 (喬治亞州)
厄克特（英語：Urquhart）是位於美國喬治亞州厄爾利縣的一個非建制地區。該地的面積和人口皆未知。

## 地理
厄克特的座標為31°28′26″N 85°00′34″W / 31.47389°N 85.00944°W，而該地的平均海拔高度為101米（即331英尺）。